# Цвіт яблуні

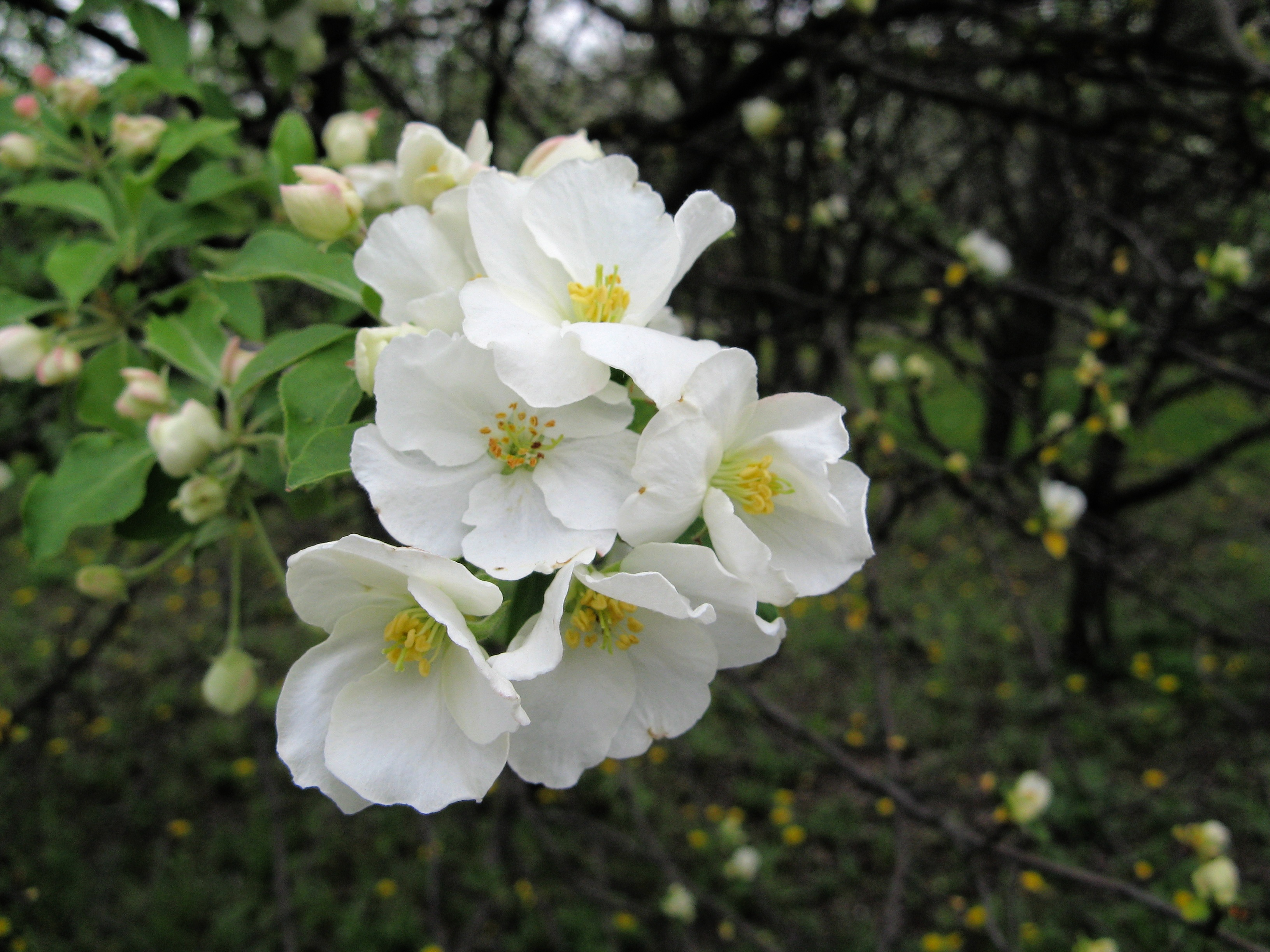
Цвітіння яблуні у Кривому Розі

«Цвіт яблуні» — імпресіоністичний етюд  українського письменника Михайла Коцюбинського, написаний у 1902 році в Чернігові. Зразок глибинного проникання письменника в психічне життя людини.

## Сюжет та композиція твору
У творі помітна тришарова смислова будова. Ми не бачимо зовнішності головного героя: ні особливих рис, ні специфічних характеристик. Ми не знаємо його імені та віку. Ми знаємо лише те, що герой має дружину, служницю Катерину, власний дім з городом, є письменником і батьком маленької дівчинки.
Першою темою, що пронизує «Цвіт яблуні» й розвивається протягом усього твору, є смерть маленької дівчинки Оленки. Другою темою, яка є прихованою, проте прочитується між рядками читачем, є філософська проблема життя та смерті, проблема невідворотності. Третя тема невидимими нитками поєднує обидві теми в єдине ціле. Це проблема митця, проблема психології творчості, проблема вибору, яка пов'язана зі смертю дитини, з філософією життя, тобто присутня і в сюжетному змісті, і прихована між рядками.

Варто наголосити, що із трьома смисловими темами пов'язана трирівнева будова свідомості нашого героя. По-перше, головний герой — батько, у якого помирає єдина донька:
Я й так бачу все, бачу свою дівчинку, її голі ручки на рядні; бачу, як ходять під рядном її груди, як вона розтулює спечені губи й ловить повітря.
По-друге, батько приймає закони буття, розуміє, що проти смерті немає ліків:
Се закон природи", — говорить щось іззаду виразно.
По-третє, він усвідомлює ставлення своєї власної психічної індивідуальності митця до навколишньої дійсності:   
… Воно здасться мені… колись… як матеріал… я се чую, я розумію, хтось мені говорить про се, хтось другий, що сидить у мені…
Свідомість головного героя спонтанно й хаотично посилає йому короткі автоматичні імпульси, тоді думки чи слова відзиваються внутрішніми голосами або спонукають нашого героя до незрозумілої для нього самого поведінки в той час, коли його ментальність зайнята чимось іншим, як, наприклад, усвідомлені імпульси естетичних, еротичних, етичних почуттів та різні уривки споминів і слів із забутого вже минулого, що живуть у підсвідомості.

## Гра кольорів
Майстерно акцентуючи увагу на контрастах світла та тіні, письменник детально відтворив роздвоєння людської душі, почуття батька й митця, перебування свідомості між двома світами — реальним та ірреальним, світлом — темрявою, занепокоєнням — радістю. Два світи — це своєрідні два поверхи у свідомості головного героя, які зображенні зовсім протилежними кольорами:
Вгорі темний, похмурий, важкий, під ним — залитий світлом, із ясними блисками і з сіткою тіней…
У мовній палітрі твору ці два світи сконцентровано на двох протилежних точках: тривога  (неспокій) і радість (життя). Центром першої точки є чорний колір, який пов'язується із вікнами, морем, крилами, простором, хвилями, скелями, волоссям:
За чорними вікнами лежить світ, затоплений ніччю, a моя хата здається мені каютою корабля, що пливе десь у невідомому чорному морі разом зо мною, з моєю тугою і з моїм жахом…
Почуття радості, піднесеності, загального заспокоєння зосереджені у білому, зеленому, жовтому та блакитному кольорах, які автор пов'язує з предметами, що є приємними для людини (цвіт, день, сукенка, небо):
Крізь білий цвіт виднілось синє небо…
Образ дитини, що помирає, автор підкреслює світлими тонами, наголошуючи на несправедливості смерті, яка забирає ще зовсім невинну, юну дівчинку:
… На ній коротенька біла сукеночка, i жовті нові капчики з помпонами, що я недавно купив їй.

## Символи
Увесь комплекс вражень, що подає нам твір, об'єднують образи-символи, що часто у різних формах повторюються та характеризують стан та вигляд хворої Оленки, причину хвороби дівчинки та наближення її неминучої смерті. Усі символи можна поділити на дві групи: слухові та зорові.

### Слухові образи-символи
1. Образ-символ свисту: він вирізняється на тлі усіх інших образів-символів, присутній від початку новели до кінцевого враження від передсмертного, стишеного свисту.
2. Калатало нічного сторожа. Калатало своїм безперервним ритмом однакового звуку нагадує нерозривне коло життя, що обов'язково проходить через смерть. Калатало для героя — зв'язок із минулим, із його пращурами. Своїм звуком воно раз у раз повертає героя в реальність, нагадує, що існує життя поза межами кімнати.
3. Символічна арфа. Образ-символ арфи передає внутрішню тривогу головного героя, він неспокійний, його дратують звуки, запахи, деталі побуту.
4. Годинник. Годинник символізує  невблаганний час, що невпинно приближає смерть  єдиної батькової втіхи — маленької донечки Оленки. Образ  є символом плину людського життя, його скороминучості. Він ніби нагадує нам, що час на цій землі є зліченим для кожного. Це своєрідний показник змін, найчастіше сумних та болісних, ознака близької розлуки.

### Зорові образи-символи
1. Блимання лампи. Ця лампа символізує, з однієї сторони, груди дитини, яка скоро помре, а з іншої  –  вічну боротьбу світла-життя з темнотою-смертю.
2. Символічний образ зелених луків. Усе, що пов'язане з природою, для батька асоціюється з відпочинком для втомленої душі. Зелена трава, луки та п'янка природа — символ відпочинку, гармонії, легкості, ніжності. Лише серед природи можна знайти заспокоєння для розбурханої свідомості.
3. Головним символом, що наявний і у назві твору, і в сюжетній канві новели є яблуневий цвіт. Його можна віднести не лише до зорових образів, але й до чуттєвих.  Цей символ є важливим не тільки у нашому етюді, а й у особистому  житті письменника. У творі — це символ ніжності, розквіту життя. Батько порівнює цвіт із донечкою, такою ж світлою та ніжною, як яблуневі пелюстки. Також батько розуміє, що краса цих пелюсток — тимчасова, скоро вони опадуть, зав'януть, як і сталось з життям його дівчинки, яке просто згасло.

Після смерті М. Коцюбинського, Олександра Аплаксіна (кохана письменника) писала:
Наступного дня Анастасія Григорівна, дружина Жука, попросила мене допомогти робити вінки на труну Коцюбинського. На східцях будинку Жуків ми робили вінки. Але я не могла зосередитися, і у мене нічого не виходило. Анастасія Григорівна брала їх з моїх рук і швидко та майстерно переробляла. Квіти приносили безперервно. Хтось приніс кошик біло-рожевого яблуневого цвіту. «Цвіт яблуні», — скорботно промайнула думка. Я згадала, що Михайло Михайлович писав мені з Капрі під час своєї останньої подорожі, що йому приємно було бачити там розквітлу яблуню. Я присунула до себе той кошик і швидко сплела вінок. Він був найкращий з усіх вінків. Анастасія Григорівна тоді розповіла, що саме цей вінок хтось поклав у труну у голову Михайла Михайловича. «А знаєте, — сказала вона, — Віра Устинівна прохала від вас не приймати ні вінків, ні квітів».